# Scala (cognome)
Scala è un cognome panitaliano, con numerosi foci di diffusione, principalmente in Campania ed in Sicilia (nelle province di Napoli, Catania, Siracusa e Ragusa). Presente anche in altri luoghi, quali le province di Verona, Milano, Lodi, Genova, Bologna.

## Varianti
Della Scala, Scalarini, Scalas, Scalella, Scalera, Scalero, Scaletta, Scaletti, Scali, Scalini.

## Origine e storia

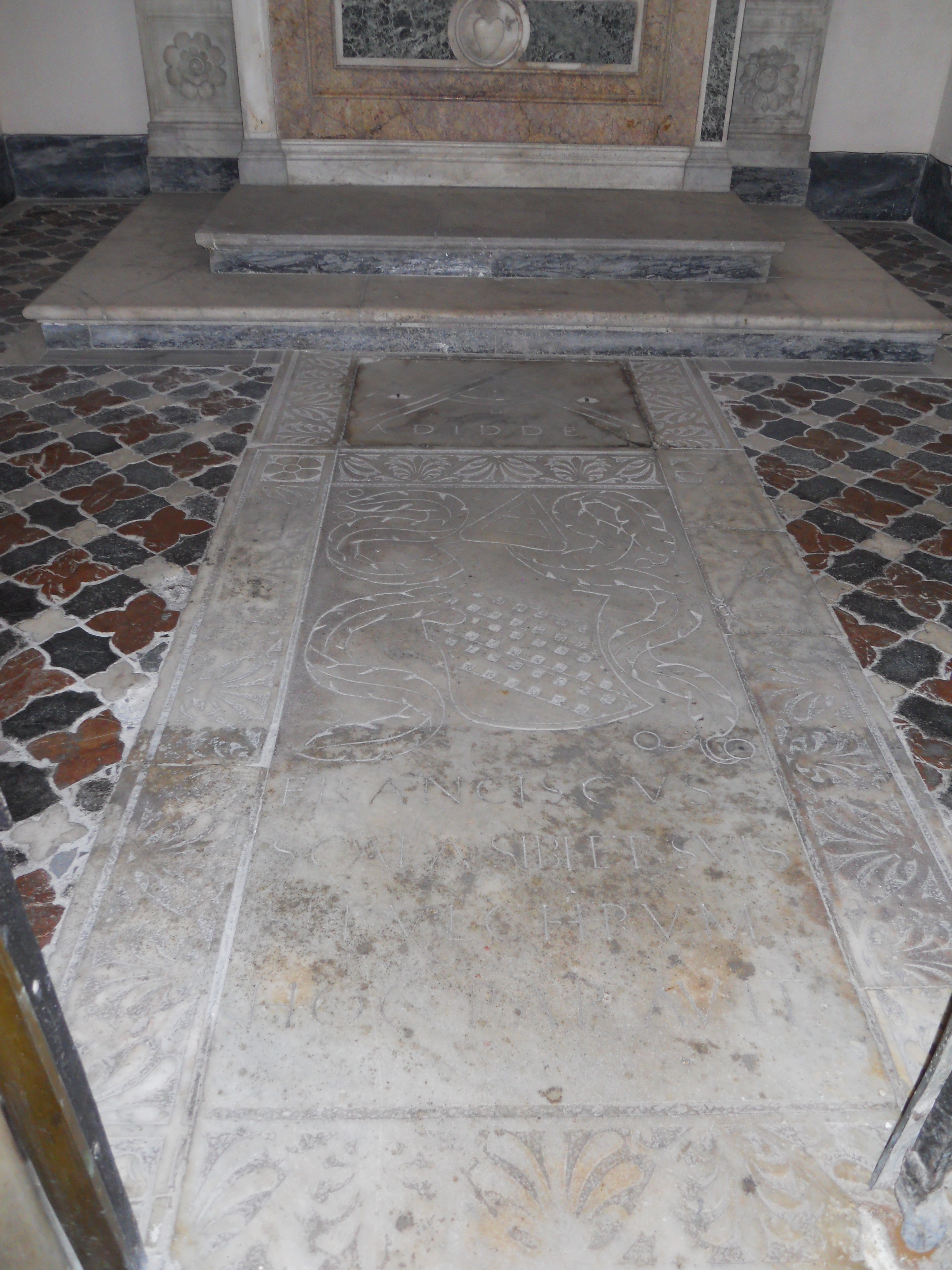
Cappella Scala nella chiesa di Sant'Anna dei Lombardi a Napoli

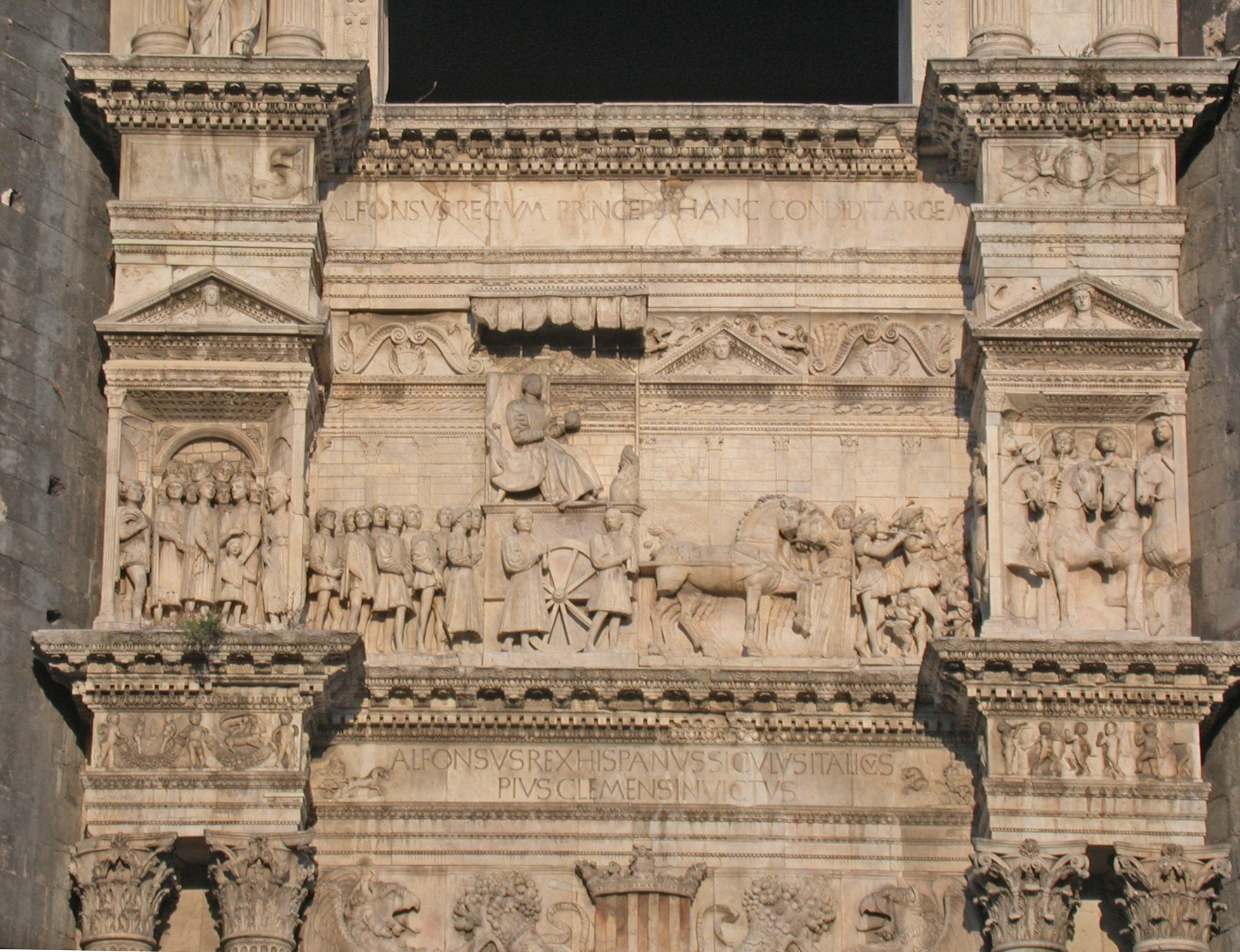
L'ingresso di Alfonso il Magnanimo a Napoli (1443), istoriato nel portale del Maschio Angioino

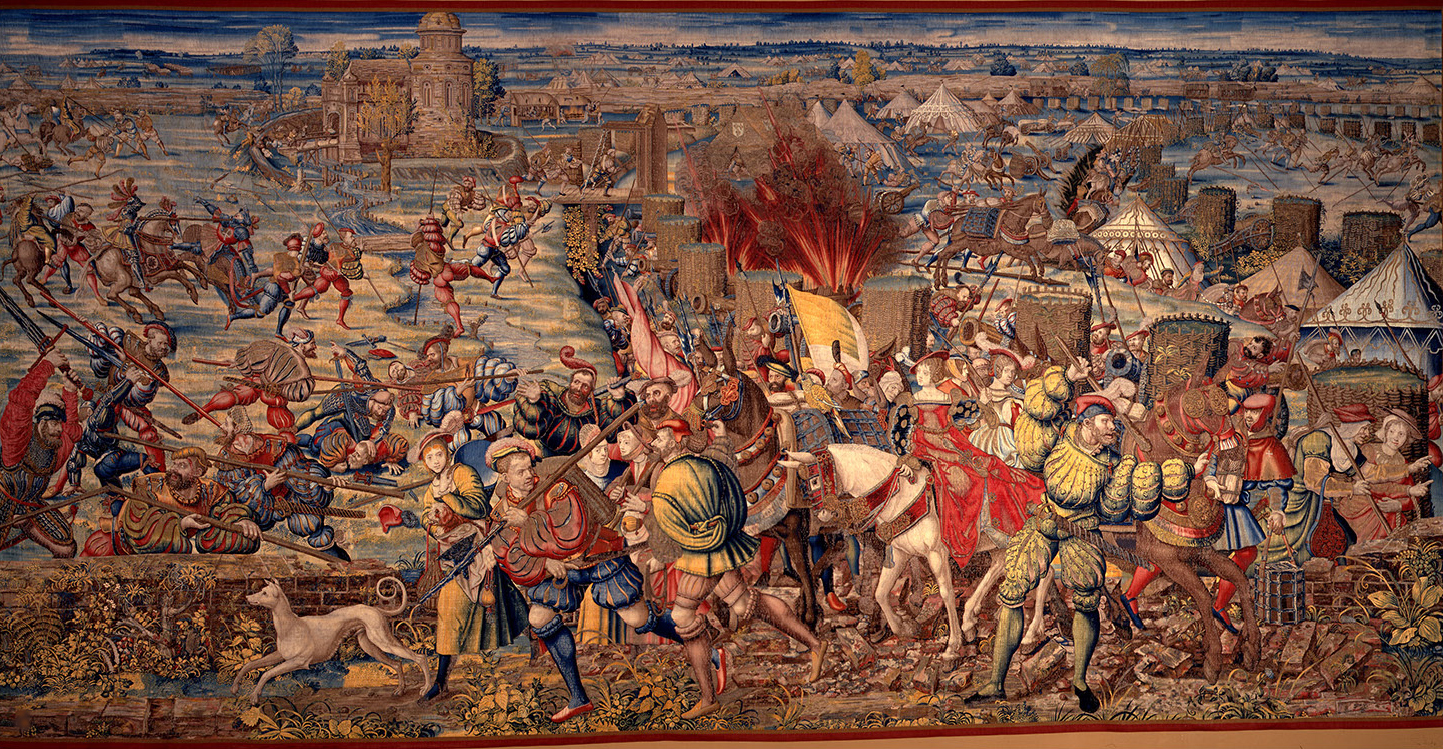
L'episodio dell'abbattimento delle mura da parte di Galzerano Scala durante la battaglia di Pavia in un arazzo di William Dermoyen, conservato al Museo nazionale di Capodimonte.

La battaglia di Lepanto in un dipinto anonimo

Palazzo Scala a Randazzo

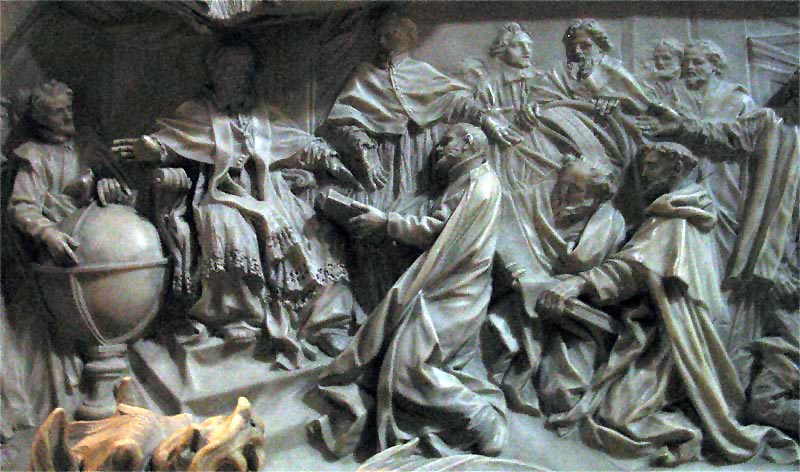
La presentazione del calendario gregoriano a Gregorio XIII

Data la diffusione del cognome su scala nazionale, non è semplice individuarne una precisa origine.
Secondo alcune ipotesi, esso potrebbe derivare dal germanico Schaal, mentre altre pongono l'accento sulla possibile derivazione dai numerosi toponimi diffusi sul territorio, quali ad esempio le cittadine di Scala (Salerno), Scala (Messina), Scala Coeli (Cosenza), Santa Maria la Scala (Catania), Isola della Scala (Verona).

### Gli Scala a Napoli
In Campania è presente un nucleo consistente nella provincia di Napoli, ed in particolare nei comuni di Liveri e San Paolo Bel Sito.

Una sepoltura della famiglia Scala, secondo alcune fonti di probabile origine spagnola è presente nella quarta cappella di destra della chiesa di Sant'Anna dei Lombardi a Napoli, sita in piazza Monteoliveto. Nella lapide che secondo le fonti la ricopriva, viene citato Andrea Scala, giunto a Napoli al seguito di Alfonso V d'Aragona (circa 1443). Sempre secondo tale iscrizione, nella tomba si trovano Galzerano (Galceràn) Scala, il quale servì sotto gli imperatori Ferdinando I e Carlo V in Italia, nelle Fiandre, in Numidia e in Ungheria, e durante la battaglia di Pavia (23-24 febbraio 1525), dove cadde e perse due figli, fu capo dei guastatori e protagonista della cattura di Francesco I; e Livio Scala, membro del consiglio di don Giovanni d'Austria durante la battaglia di Lepanto (7 ottobre 1571), vi trovò la morte. Secondo quanto riportato da un autore del XVII secolo il testo originario della lapide (datata 1636), era il seguente:
secutum imitatus, Ferd. Cath. Carolo V. Regibus in Belgio, Numidia, Pannonia ann. L. strenuam

nauavit operam, Postremus in Papiensi conflictu Vastatorum Præfectus, perfecto muro, qui victoriam

morabatur, capiundi Franc. I. Gal. Reg. præcipuus fuit Auctor, & Saucius ad necem, spectataque

duorum filiorum cæde Cispadana Gal. fato, non ævo cessit. Hic parente emulatus, sub eodem Carolo V.

ac Philippo II. anno XL. meruit stipendia ampla, promeruit tand(e)m ad Echinandas in memorabili

naumachia Ioanni Austriæ consilio, manuque in primis adfuit, amplaque, ac mutua, cum

præcipuis ex Neapolitanis centurijs Familijs Congregatione auctus, mortalitatem expleuit; Aspren Avo,

patrique, heroibus suis monumentum pietatis P. ann. sal. MDCXXXVI.»
Della lapide citata dalle fonti, oggi (2012) non vi è traccia, mentre si osserva sul pavimento della cappella una grande lapide sepolcrale rettangolare, con stemma gentilizio e bordi riccamente ornati, e recante la scritta "FRANCISCVS SCALA SIBI ET SVIS SEPULCRVM HOC PARAVIT". La lapide è sormontata da un quadrato marmoreo recante inciso quello che appare essere un clinometro, accompagnato dalla scritta "ADIDDEM".

### Gli Scala in Sicilia
In Sicilia il cognome Scala è storicamente presente nella città di Randazzo, dove numerosi esponenti della famiglia furono capitani e magistrati tra il 1570 ed il 1818. Nella cittadina etnea è tuttora presente Palazzo Scala, edificio nobiliare di epoca normanna che fu residenza della famiglia. Nel Palazzo hanno soggiornato nel tempo numerosi personaggi storici, come Giovanna Plantageneta, figlia di Enrico II d'Inghilterra e moglie di Guglielmo II di Sicilia; Costanza d'Altavilla, moglie dell'Imperatore Enrico VI lo svevo; Enrico VI di Svevia; Federico II di Svevia; Giovanni II d'Aragona e Federico III di Sicilia;
Carlo V d'Asburgo.
Da ricordare inoltre Domenico Scala, originario di Messina, il quale fu creato barone di San Licandro il 13 ottobre 1763, sotto il regno di Ferdinando I delle Due Sicilie; e fu rettore nobile dell'orfanotrofio degli Spersi di Messina tra il 1769 ed il 1771.

## Persone
- Bartolommeo Scala (Colle di Val d'Elsa, 1430 – Firenze, 1497), politico, letterato e storico giunse alle più alte cariche della Repubblica fiorentina, inclusa quella di Segretario della Repubblica. Fece costruire il Palazzo della Gherardesca, sul quale fece mettere il suo stemma e fece incidere il motto, Gradatim. Famoso anche per una violenta disputa con Agnolo Poliziano.
- Alessandra Scala (Colle di Val d'Elsa, 1475 – 1506), figlia di Bartolommeo, letterata, latinista e grecista, corrispondeva in greco antico con Agnolo Poliziano. Da un suo rifiuto delle profferte amorose del poeta, sembra sia scaturita la disputa con il padre Bartolommeo
- Autilia Scala (1500-1515) pastorella legata alle apparizioni della Madonna a Liveri che diedero origine al Santuario di Santa Maria a Parete
- Flaminio Scala (Roma, 1547 – 1624) famoso attore teatrale e comico della Commedia dell'arte, legato all'origine della maschera di Arlecchino
- Giovanni Scala (1547-1600) matematico, ingegnere militare ed architetto, autore delle opere Delle fortificazioni matematiche (Roma, 1596); Lezioni di geometria; e Aggiunte fatte al libro di Giovanni Pomodoro Geometria pratica, tratta dagli elementi di Euclide (Roma, 1599)[9]
- Giuseppe Scala (Noto, 1556 – Sabbioneta, 1585) medico, filosofo, matematico ed astronomo, fu uno dei cinque dotti scelti da papa Gregorio XIII per la riforma del calendario gregoriano
- Francesco Scala (Adria, 1643 – Ferrara, 21 dicembre 1698) pittore
- Flaminio Scala (? - ?) patriota della Repubblica Napoletana, Capo di battaglione[10], aiutante di campo di Gennaro Serra di Cassano, fu con quest'ultimo uno degli estremi difensori del presidio di Capodimonte contro l'Esercito della Santa Fede in Nostro Signore Gesù Cristo.
- Giambattista Scala (1817-1876), capitano marittimo, mercante e console del Regno d'Italia in Guinea[11]. Nativo di Chiavari, fu esploratore in America meridionale ed in Africa, in particolare in Niger. Scoprì la pianta che produceva il sego vegetale, che veniva all'epoca utilizzato per la produzione di pomate, candele e sapone[12].
- Gaspare Scala (Alessandria, 1834 - Firenze, 1911). Generale del Regio Esercito, cognato di Vilfredo Pareto, di cui sposò la sorella maggiore Aurelia. Padre di Francesco e Raffaele Scala, originariamente visse a Bagno a Ripoli, per poi trasferirsi a Firenze nel novembre 1907[13].
- Andrea Scala (Udine, 1820-1892), architetto, autore del progetto di completamento della facciata della Cattedrale di Santa Maria del Fiore di Firenze[14].
- Giuseppe Scala (?-1854) Brigadiere generale dell'Esercito delle Due Sicilie, padre di Vincenzo[15]. Decorato con il Reale e militare ordine di San Giorgio della Riunione, il Reale ordine di San Ferdinando e del merito, e l'Ordine di Sant'Anna. Un suo ritratto di ignoto del XIX secolo è esposto presso il Museo civico Gaetano Filangieri di Napoli[16].
- Vincenzo Scala (Napoli, 13 marzo 1844 - Napoli, 30 agosto 1925), fu Giuseppe[17][18], già allievo a piazza franca del Real collegio militare della Nunziatella dall'aprile 1854. Commendatore del Regno delle Due Sicilie e firmatario dell'Atto di Cannes del 14 dicembre 1900, con cui Carlo Tancredi di Borbone-Due Sicilie rinunciò ai diritti di successione sulla corona del regno delle Due Sicilie e fece confluire il proprio ramo familiare all'interno dei Borbone di Spagna[19].
- Edoardo Scala (Ragusa, 1884 - Palermo, 1964), generale di divisione del Regio Esercito e storico militare, già comandante della 58ª Divisione di fanteria "Legnano" tra il 1940 ed il 1941[20]. Fondatore del Museo storico della fanteria[21].
- Francesco Maria Scala, detto Francis (Napoli, 1819 - Washington, 18 aprile 1903), clarinettista e primo direttore, ufficialmente riconosciuto dal Congresso USA, della U.S. Marine Band, dal 1855 al 1871[22].
- Fabio Massimo Scala (Torino, 1º novembre 1876 - Roma, 25 marzo 1955), generale di Corpo d'armata del Regio Esercito, due volte decorato della Medaglia d'argento al Valor militare, Grande Ufficiale degli ordini di San Maurizio e Lazzaro e della Corona d'Italia, 17º comandante della Scuola di Guerra dal 24-9-1933 al 1-7-1935.
- Renato Scala (Firenze, 17 febbraio 1928 – Torino, 26 maggio 2006), paroliere, poeta, scrittore e medico dentista
- Guido Scala (Torino, 14 febbraio 1936 – Chiavari, 6 gennaio 2001), fumettista della Disney
- Nevio Scala (1947-), allenatore di calcio ed ex calciatore
- Massimo Raffaello Scala, (Milazzo 14 febbraio 1933 - Rivolto 3 maggio 1961), capoformazione tra il 1960 e il 1961 della pattuglia acrobatica Cavallino Rampante.
- Gerardo Scala, (Napoli, 1949-) attore teatrale, televisivo e cinematografico, noto per il ruolo di Luigino il poeta in Così parlò Bellavista di Luciano De Crescenzo.
- Ferdinando Scala, (Portici, 1969-) storico militare e biologo.